# 뒤머리뼈우묵
뒤머리뼈우묵(posterior cranial fossa), 또는 후두개와는 큰구멍과 소뇌천막 사이에 위치하는 머리안의 일부이다. 뇌줄기와 소뇌를 포함하고 있다.
머리뼈우묵 중 가장 아래쪽에 위치하며 소뇌, 숨뇌와 다리뇌를 포함하고 있다. 앞쪽으로는 관자뼈 바위부분에 이르며 뒤쪽으로는 뒤통수뼈에 의해 닫힌다. 뒤머리뼈우묵의 벽은 관자뼈 비늘부분(squamous part) 가쪽과 꼭지부분(temporal part)에 의해 형성된다.

## 특징

### 큰구멍
큰구멍(foramen magnum)은 뒤머리뼈우묵의 바닥에서 가장 눈에 띄고 큰 구멍이다. 숨뇌, 더부신경(CN XI)의 오름부분, 척추동맥이 큰구멍을 통해 지나간다.

### 속귓구멍
속귓구멍(internal acoustic meatus)은 뒤머리뼈우묵의 앞쪽 벽에 위치한다. 얼굴신경(CN VII), 속귀신경(CN VIII)이 속귓구멍을 통해 들어가 관자뼈 바위부분의 관을 통해 이동한다.

### 목정맥구멍
목정맥구멍(jugular foramen)은 관자뼈 바위부분의 아래쪽 가장자리와 인접한 뒤통수뼈 사이에 있으며 속목정맥(목정맥구멍에서 시작됨), 혀인두신경(CN IX), 미주신경(CN X), 더부신경(CN XI)이 안으로 지나간다.

### 혀밑신경관
혀밑신경관(hypoglossal canal, anterior condylar canal)은 큰구멍의 앞쪽 가장자리에 있다. 혀밑신경(CN XII)이 안으로 주행한다.

### 그 외
또한 뒤머리뼈우묵에서 볼 수 있는 움푹 들어간 곳은 뇌에서 정맥 순환계로 혈액을 되돌려주는 정맥굴에 의해 만들어진다. 구체적으로는 정맥굴합류에서 만나는 오른쪽과 왼쪽의 가로정맥굴에 의해 형성되며 이 지점은 속뒤통수뼈융기를 기준으로 확인할 수 있다.
가로정맥굴은 뒤통수 부위의 가장 뒤쪽 지점에서 수평으로 주행한다.
관자뼈 바위부분의 꼭대기가 관자뼈 비늘부분과 만나는 지점에서, 가로정맥굴은 구불정맥굴로 이어진다.
구불정맥굴은 관자뼈 바위부분 뒤쪽 가장자리와 뒤통수뼈 앞쪽 가장자리가 만나는 선을 따라 주행하여 목정맥구멍으로 들어가고, 속목정맥으로 연속된다. 구불정맥굴은 이 주행 구간 동안 구불정맥굴고랑에 들어가 있으며, 이후 가로정맥굴이 담긴 가로정맥굴고랑으로 계속된다.
위바위정맥굴은 가로정맥굴과 구불정맥굴이 만나는 지점으로 들어간다. 또한 아래바위정맥굴은 목정맥구멍 근처에서 구불정맥굴로 합류한다.
뒤머리뼈우묵은 머리뼈속막에 형성되어 있으며 뇌의 가장 바닥쪽 부분을 이루고 있다.

## 관련 병태생리학
발달이 덜된 뒤머리뼈우묵은 아놀드-키아리증후군(Arnold-Chiari syndrome)의 원인이 될 수 있다. 후천적 장애와 선천적 장애 양쪽 모두 가능하다.

## 추가 이미지
위키미디어 공용에 뒤머리뼈우묵 관련 미디어 분류가 있습니다.

애니메이션
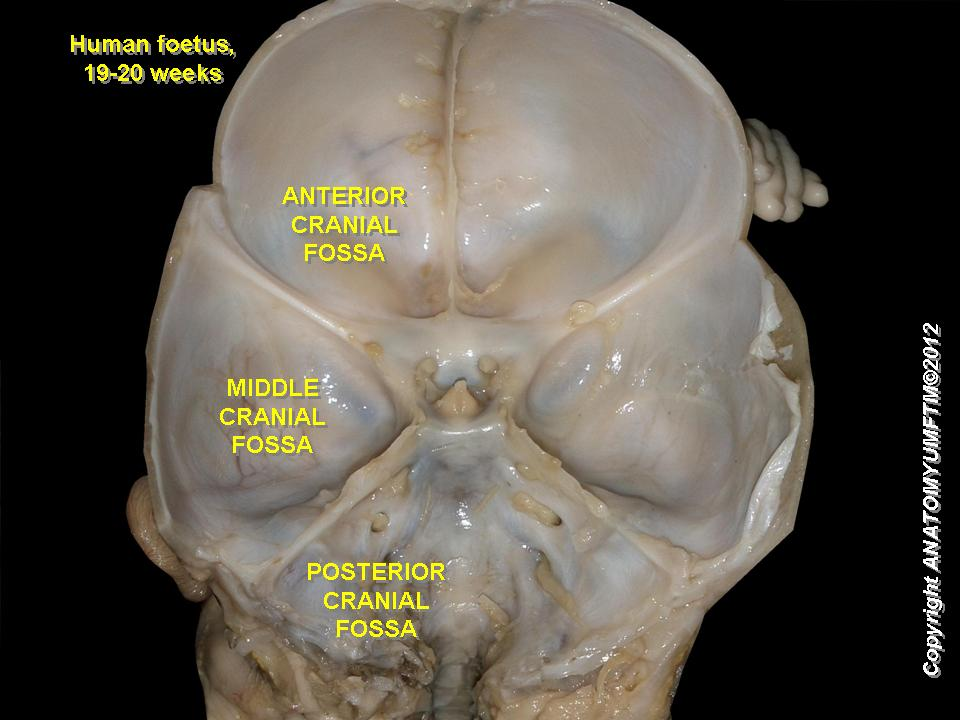
인간 태아에서의 뒤머리뼈우묵
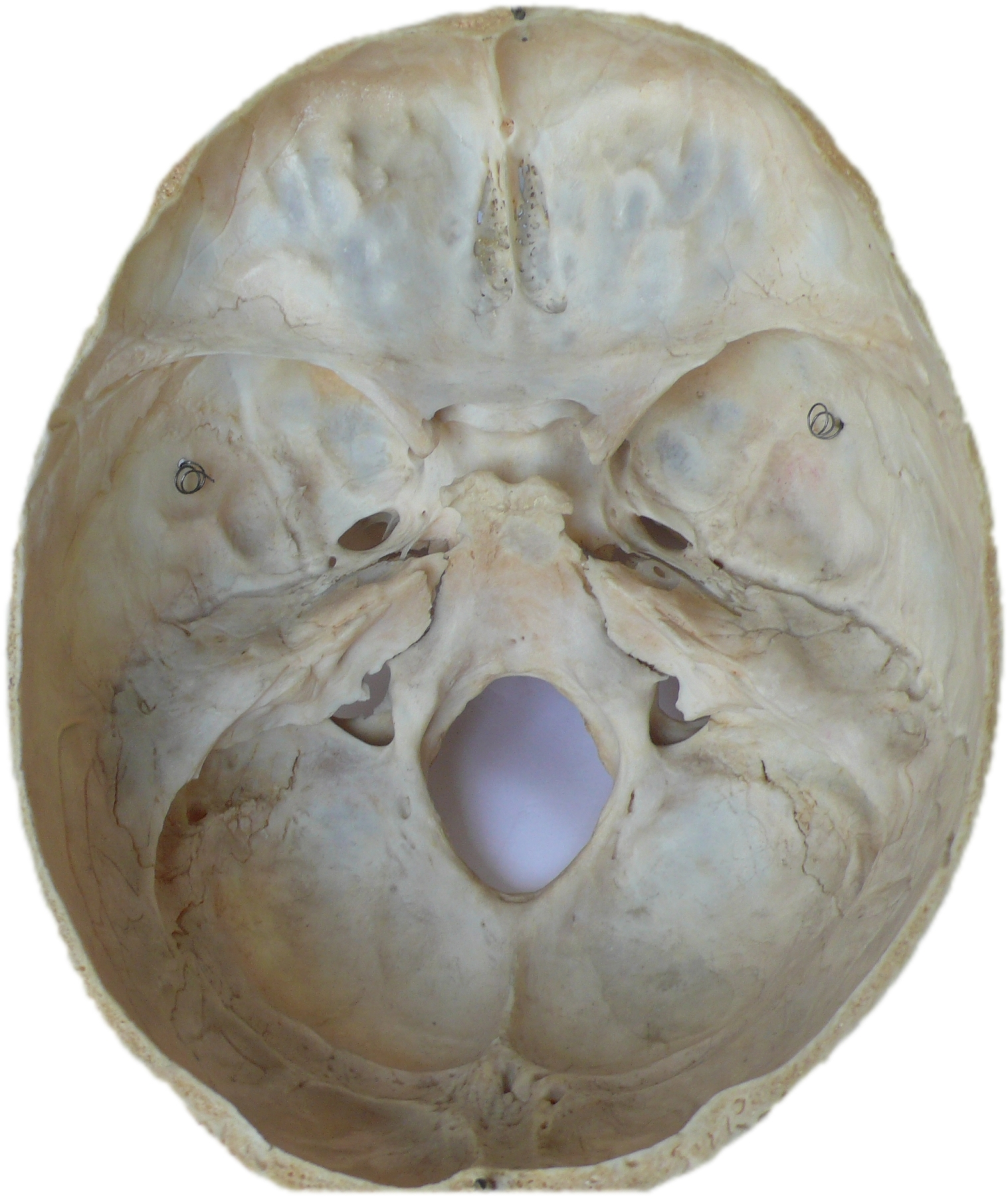
머리뼈바닥
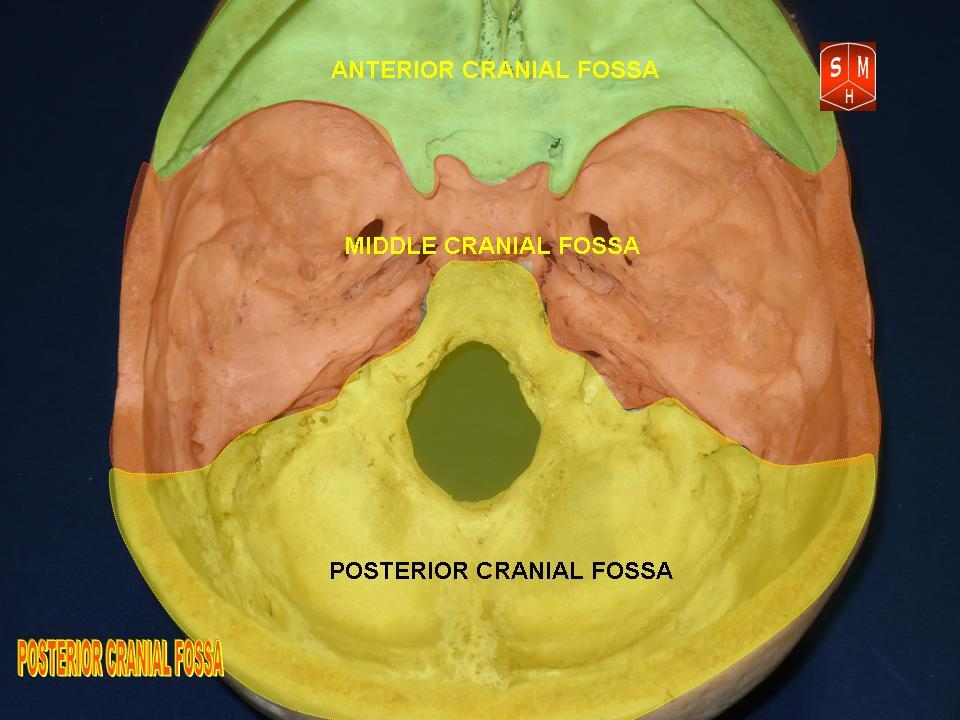
뒤머리뼈우묵
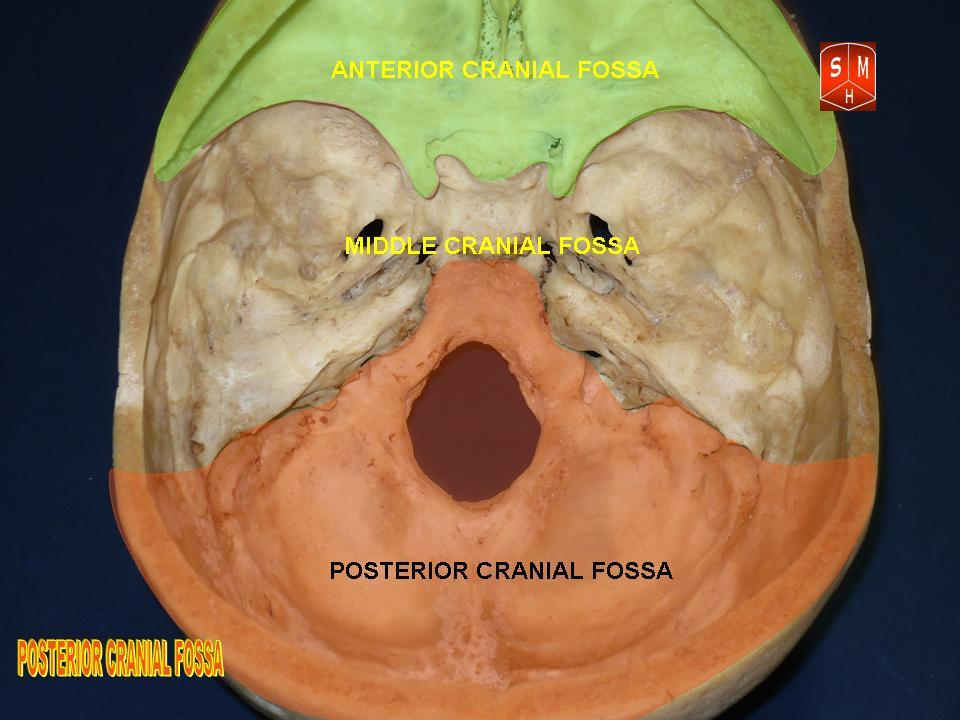
뒤머리뼈우묵
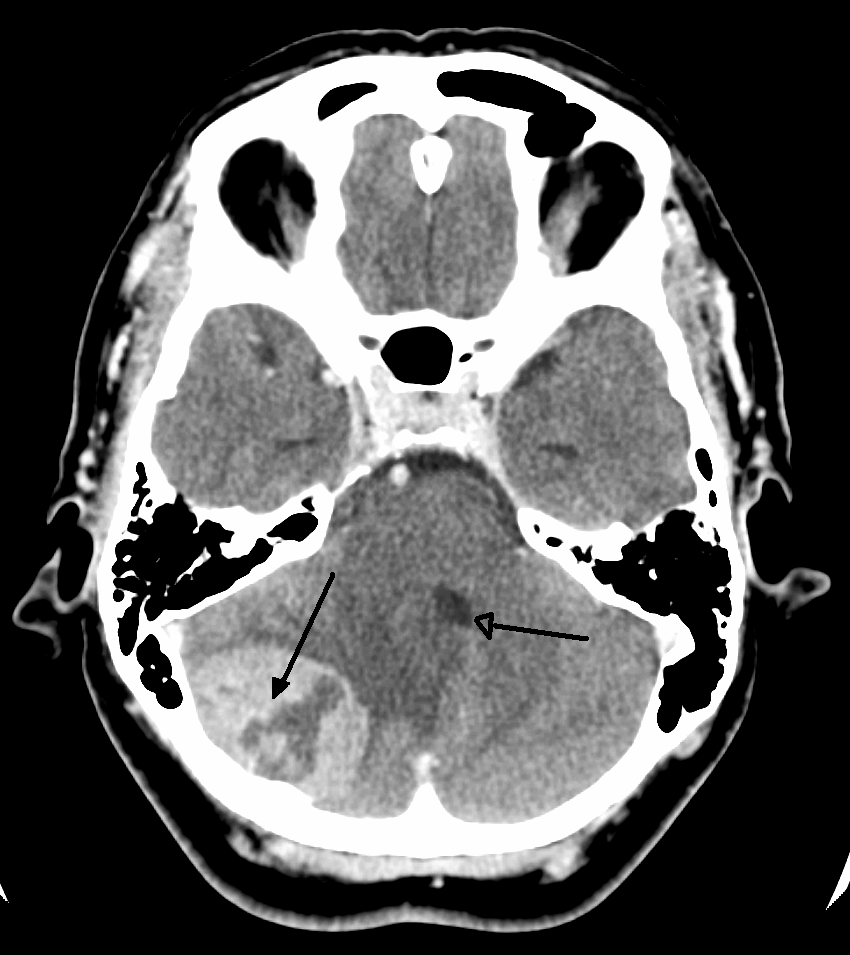
뒤머리뼈우묵의 종양은 종괴효과를 일으켜 주변 조직을 누르고, 넷째뇌실의 위치를 이동시킨다.
- 비디오 (44초). 소뇌가 뒤머리뼈우묵에 위치하는 것을 보여준다.